# سامسونگ اس‌جی‌اچ-ئی۷۱۰
سامسونگ اس‌جی‌اچ-ای۷۱۰ یک‌نمونه از گوشی‌های تلفن همراه سری E شرکت سامسونگ می‌باشد که توسط همین شرکت به بازار عرضه شده‌است.